# Gridley (California)
Gridley es una ciudad ubicada en el condado de Butte en el estado estadounidense de California. Según las estimaciones de 2009 tenía una población de 6.250 habitantes y una densidad poblacional de 1.525,88 personas por km².

## Geografía
Gridley se encuentra ubicada en las coordenadas 39°21′50″N 121°41′37″O / 39.36389, -121.69361. Según la Oficina del Censo, la ciudad tiene un área total de 4.1 km² (1.6 sq mi), de la cual toda es tierra.

## Demografía
Los ingresos medios por hogar en la localidad eran de $24.368 y los ingresos medios por familia eran $29.957. Los hombres tenían unos ingresos medios de $28.347 frente a los $24.444 para las mujeres. La renta per cápita para la localidad era de $12.267. Alrededor del 19.5% de las familias y del 23.3% de la población estaban por debajo del umbral de pobreza.